# Kurotaki (Nara)
Kurotaki (黒滝村 Kurotaki-mura?) es una villa localizada en la prefectura de Nara, Japón. En julio de 2019 tenía una población estimada de 594 habitantes y una densidad de población de 12,5 personas por km². Su área total es de 47,70 km².

## Geografía

### Localidades circundantes
- Prefectura de Nara
  - Gojō
  - Yoshino
  - Kawakami
  - Tenkawa
  - Shimoichi

## Demografía
Según datos del censo japonés, la población de Kurotaki ha disminuido en los últimos años.
| Año del censo | Población |
| ------------- | --------- |
| 1995          | 1.324     |
| 2000          | 1.194     |
| 2005          | 1.076     |
| 2010          | 840       |
| 2015          | 660       |